# Reeuwijk-Dorp
Reeuwijk-Dorp (52° 03′ N, 4° 41′ L) é uma cidade dos Países Baixos, na província de Holanda do Sul. Reeuwijk-Dorp pertence ao município de Reeuwijk, e está situada a 5 km, a norte de Gouda.
Em 2001, a cidade de Reeuwijk-Dorp tinha 497 habitantes. A área urbana da cidade é de 0.078 km², e tem 198 residências.
A área de Reeuwijk-Dorp, que também inclui as partes periféricas da cidade, bem como a zona rural circundante, tem uma população estimada em 830 habitantes.